# 華菜枝
華菜枝（かなえ）は、日本の沖縄県出身の女性歌手。J-POPのシンガーソングライターCanae（かなえ）としても活動している。三線を弾きながら明るく透き通った歌声で歌うオリジナルソングや沖縄民謡が特徴。

## プロフィール
沖縄県沖縄市生まれ。幼少の頃より音楽、文化に親しみ、14歳で移り住んだ母の故郷石垣島（石垣市）で祖父とともに三線（さんしん）の手ほどきを受け、祖父母の経営するペンションで民謡を披露していた。
中学生まで合唱・吹奏楽部に所属し、合唱部ではソプラノと独唱、吹奏楽部ではトランペットをはじめとし、さまざまな楽器を経験する。高校では、バンドでのキーボード・ボーカルを担当。この頃より、本格的に音楽の道に進むことを決意する。
大学在学中から、千葉県を拠点に音楽活動を開始。約1年間の路上ライブやイギリス留学を経て、東京都内を中心に、三線弾き語りアーティストとして精力的に活動を行っているが、活動の範囲は北海道から石垣島 にまで広がっている。沖縄の言葉（うちなーぐち）の歌詞の解説や、かちゃーしーを用いた踊りなどを織り交ぜて、沖縄の雰囲気や三線の魅力を伝え、聴く者が笑顔になれるライブを目指している。また、「会いたいねぇ」など、沖縄テイストの自作曲も三線の弾き語りで歌っている。沖縄料理店でのライブでは、和太鼓奏者の佐々木美菜子と二人で2012年に結成した菜菜星（ななほし）名義で出演することも多い。
一方で、J-POPのヴォーカリストとして活動しているCanae名義では、山下達郎バンドのベーシスト伊藤広規がプロデュースしている「ギター☆マンLIVE」にも出演し、ゾクゾクさせる声 と賞賛を受けた。2014年の全国デビュー盤『green drops』は伊藤広規がプロデュース、演奏し、SPYCEの外園一馬(Gt)も演奏に加わったほか、今剛(Gt)、渡嘉敷祐一(Ds)、難波弘之(Pf)と共演したライヴ音源も収録している。その後、伊藤広規プロデュースでミニアルバム『ココロ』と『小さな星の下』をリリース、『Guitar☆Man ｢J｣ 〜Let’s Sing a Song〜』でもカバー曲で参加した。
2017年5月に結婚したことを発表したが、音楽活動、ラジオ番組の担当などは続けている。2017年末から2018年初には初の海外ツアーとして台湾各地でライブ活動を行う。

## 作品

### CD

#### 華菜枝ミニアルバム
- 『宝箱』（2008年）
  1. 昼下がり
  2. 忘れずに
  3. ひこうき雲
  4. 宝箱
  5. ありがとう
- 『おくりもの』（2011年11月29日）
  1. ハルカ
  2. トラちゃんの恋
  3. Listen your heart
  4. ありがとうのうた
  5. ここへおいで！
- 『会いたいねぇ』（2013年8月17日、CM-D7）
  1. アーケージュー
  2. おつかい
  3. ソーダアイスと海と空
  4. 会いたいねぇ
- 『ただいま』（2015年）
  1. ただいま - 川崎ハウジングCMソング
  2. Yon'na Way
  3. 海からの贈り物（Live ver.）
  4. ただいま（Karaoke）

#### Canaeアルバム
- 『green drops』（2014年11月26日。ITOKOKI-00009）
  1. Overture
  2. green drops
  3. Listen Your Heart
  4. Happiness
  5. hug
  6. ソーダアイスと海と空
  7. Remember
  8. ありがとう
  9. 黄昏空
  10. 会いたいねぇ
  11. 海からの贈り物
  12. アーケージュー

#### Canaeミニアルバム
- 『ココロ』（2016年2月24日、Base&Songs00003）
  1. ココロ
  2. ばんみかせ
  3. 片降い（かたぶい）
  4. ココロ（カラオケ）
  5. ばんみかせ（カラオケ）
  6. 片降い（カラオケ）
- 『小さな星の下』（2017年8月9日、KOKI-013）
  1. 小さな星の下
  2. てぃんさぐぬ花
  3. 風はあなた色
  4. 小さな星の下 (Karaoke)
  5. てぃんさぐぬ花 (Karaoke)
  6. 風はあなた色 (Karaoke)
  7. てぃんさぐぬ花 with waves only

### DVD
- 『会いたいねぇ・green drops』（2015年4月4日、BASS&SONGS）
  1. 会いたいねぇ
  2. green drops
- 『ココロ・ばんみかせ』（2016年3月22日、BASS&SONGS）
  1. ココロ
  2. ばんみかせ

## 参加作品

### CD

#### 菜菜星ミニアルバム
- 『いちばん星』（2015年11月29日、Base&Songs00002）
  1. 花吹雪
  2. ヒグラシの空
  3. 会いたいねぇ

#### Guitar☆Man アルバム
- 『Guitar☆Man ｢J｣ 〜Let’s Sing a Song〜』(2016年12月7日、SRGM-6)
  - M4 異邦人 - 久保田早紀のカバー。
  - M8 BLIZZARD - 松任谷由実のカバー。

#### てぃんくる・やいま
- 『ここへおいで！』（子育て支援NPO法人てぃんくる・やいまテーマソング。コーラス、ジャケットデザイン）

## 音楽活動

### 現在のライブ活動
- 荻窪、船橋、新宿、王子などで月例ライブを開催。
- 琉球ダイニングちゅらり、北谷食堂、しだ風等の沖縄料理店のインストアライブを担当。
- 北海道、関西、九州、沖縄などでライブを開催することもある。

### 過去のライブ活動

#### ストリート活動
毎週日曜日、千葉県八千代市の東葉高速鉄道八千代緑が丘駅近隣にある公園都市プラザにおいて、管理会社公認の路上ライブを行っていた。「1000人集まれば何か希望が見えるだろう」という“1000ノート”には、路上ライブを聴いた者の名前や感想が書き貯められていく。

#### その他
- 八千代市民と秀明大学コラボレーション企画「Memorial Days 2008」にて　総合司会、三線弾き語り、Super SiiSaaSのボーカルとして活動。
- 京橋「北谷ダイニング」毎週二回ライブ活動。＜卒業＞
- 八千代緑が丘「南国レストランPALMS」毎月一回ライブ活動。＜卒業＞
- イオン八千代緑が丘ショッピングセンター（現・イオンモール八千代緑が丘）で2007年5月27日から同年6月9日まで開催されたインストアライブ「Can+Adle」において、ホストとなって他のアーティストとコラボレーションを行った。

## ラジオ
コミュニティエフエム局で番組のパーソナリティとしても活動している。

### 現行
- 石垣コミュニティーエフエム（FMいしがきサンサンラジオ）『華菜枝のフリータイム』 - 毎週日曜日09：00〜09:30に放送中。ListenRadioなどのアプリケーションソフトウェアを使ってスマートフォン等でも聴取できる。

### 過去
- FM府中『わいわいランチパーク』 - 毎週水曜日11：00〜13：00（番組内コーナー「華菜枝の普段着」12：00〜12：30を担当。）
- FMうらやす『シューベルト松田のうちーなータイム』にゆんたくレポーターとしてレギュラー出演。
- 自由が丘FMで『昼から三線、ゆんたくじょーぐーうたじょーぐー！』を担当。
- インターネットラジオ：アクア庵 ポッドキャスティングCHANNEL-AQインタビュー出演。
- エフエム世田谷『金パラ〜長江健次のDARADAラジオ』 - 2015年4月に出演。

## その他のメディア出演
- 千葉ポートスクエアオフィシャルサイトのベイエリア取材レポーター。
- タウン情報誌『まいぷれ』に特集記事。
- タウン情報誌『たうん八千代』に特集記事。

### CM
- 川崎ハウジング（熊本市） - テレビCMソング「ただいま」を作詞、作曲、歌唱。